# Thamnosophis lateralis
Espèce
Synonymes
- Leptophis lateralis Duméril, Bibron & Duméril, 1854
- Dromicus madagascariensis Günther, 1872
- Dromicus baroni Boulenger, 1888
- Liopholidophis lateralis (Duméril, Bibron & Duméril, 1854)

Statut de conservation UICN

 LC  : Préoccupation mineure
Thamnosophis lateralis est une espèce de serpents de la famille des Lamprophiidae.

## Répartition
Cette espèce est endémique de Madagascar.

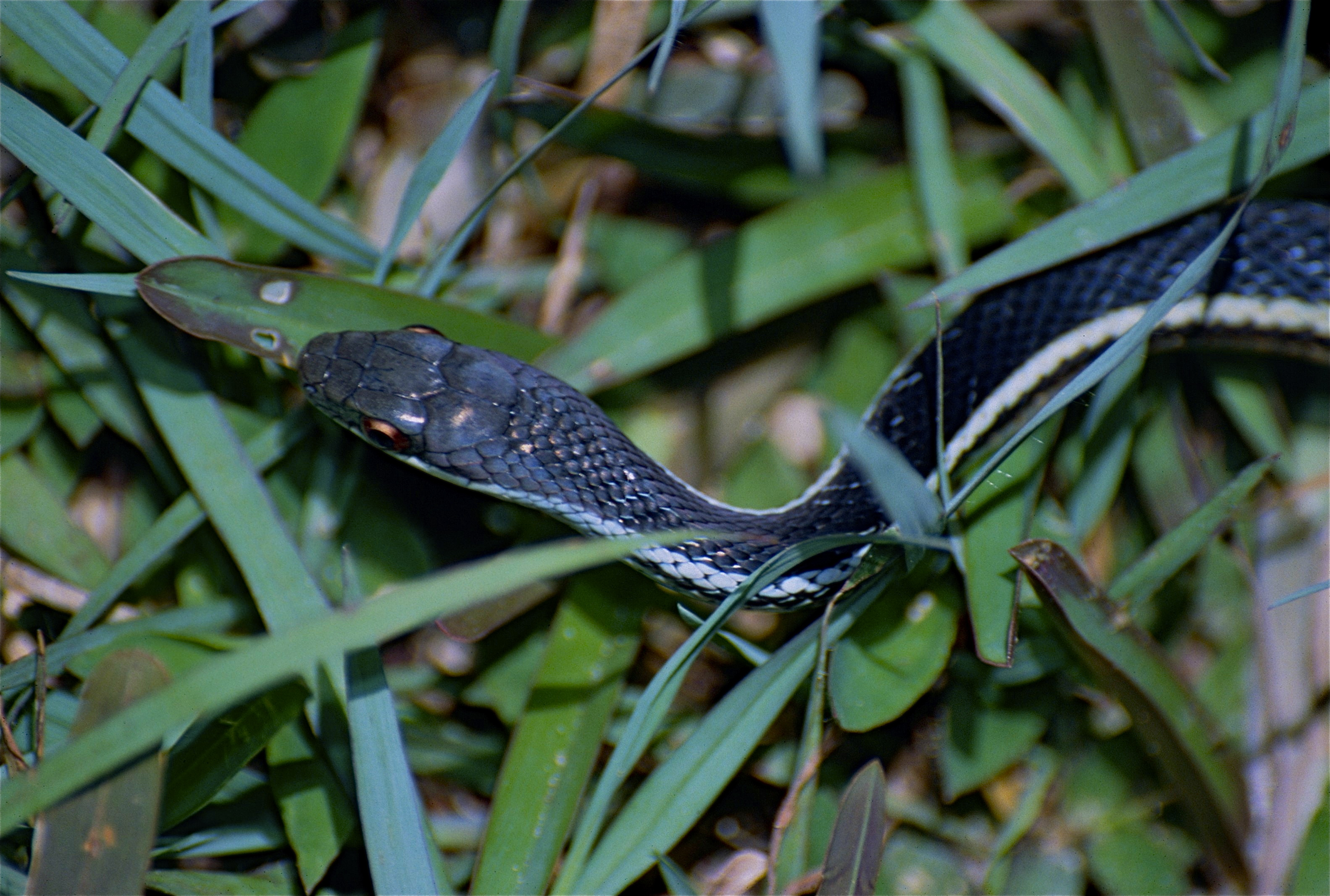

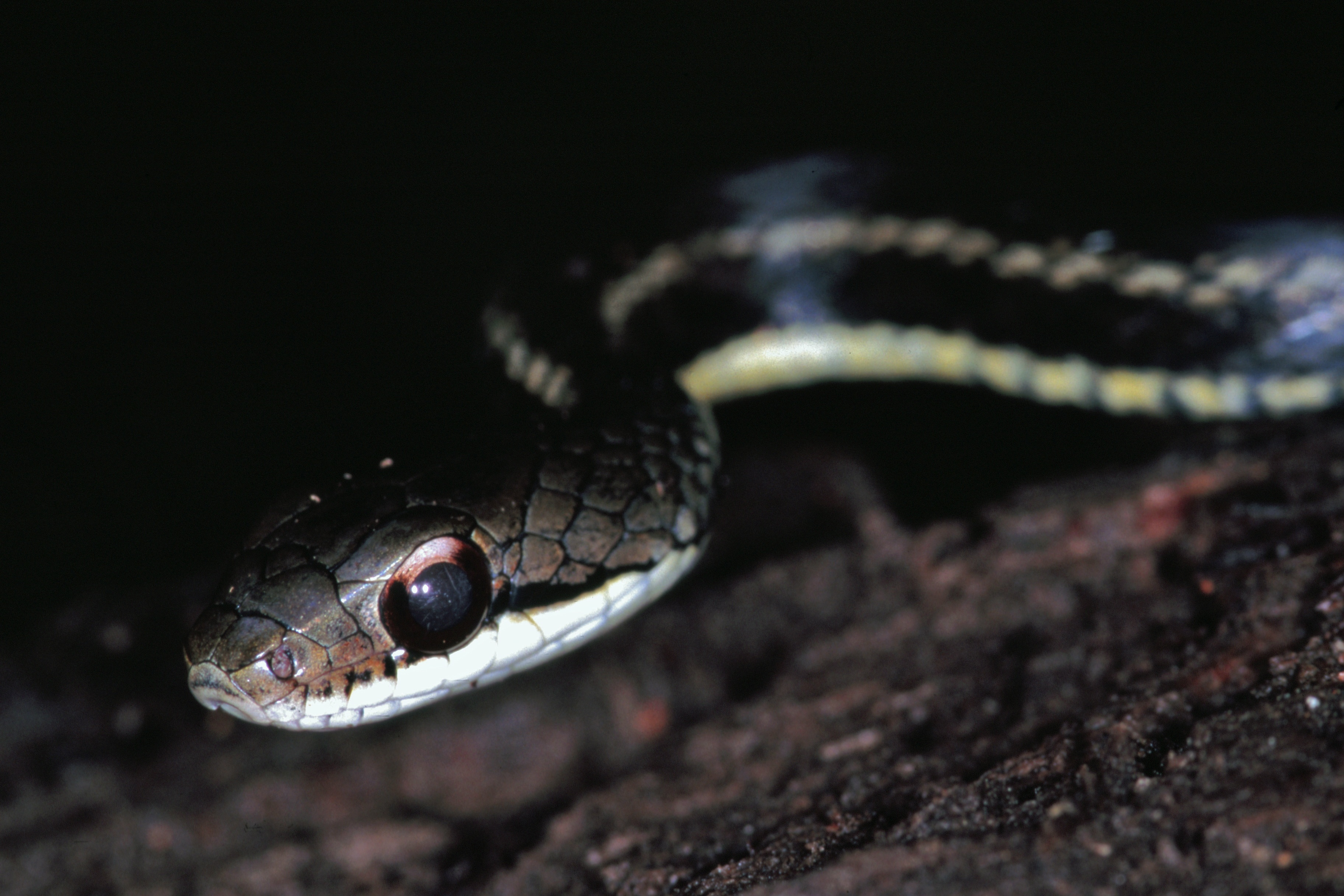

## Publication originale
- Duméril, Bibron & Duméril, 1854 : Erpétologie générale ou histoire naturelle complète des reptiles. Tome septième. Première partie, p. 1-780 (texte intégral).